# Anaxàgores
|  | Per a altres significats, vegeu «Anaxàgores (desambiguació)». |

Anaxàgores o Anaxàgoras (llatí: Anaxagoras, en grec antic: Ἀναξαγόρας) (500 aC-428 aC) fou un filòsof grec natural de Clazòmenes.
El seu pare es deia Hegesibul i li va deixar una propietat considerable que va repartir amb la família. Vers els vint anys va anar a Atenes, on va viure trenta anys. Fou mestre de Pèricles i també d'Aspàsia de Milet. Acusat d'impietat pels enemics d'aquest, fou processat i condemnat per afirmar que «el Sol és una mena de pedra incandescent» i fou condemnat a l'exili. Va anar a Làmpsac, on va morir a setanta-dos anys. Finalment, va ser enterrat amb honors.
El seu pensament bàsic és que "tot és en tot" i que en cada partícula material hi ha les propietats de cada cosa (doctrina coneguda com a homeomeries), idea que cal admetre si s'accepta la divisibilitat infinita. Fou el primer a imaginar un principi motor, infinit, intel·ligent i separat de la matèria, l'intel·lecte (nous), que identifica amb el principi d'animació i d'individualització de les coses que constitueixen l'ordre harmònic de l'univers; deia que, al començament, tot era una barreja d'innombrables llavors de totes les coses (homeomeries), sense cap qualitat concreta i en estat de repòs i que, per l'acció d'una ment infinita, pura i sense barreja, que coneix i governa totes les coses, s'inicia el procés de separació i producció de tot; explicà que els astres eren pedres incandescents, formulà que la lluna rep la llum del sol i va explicar els eclipsis de sol i de lluna, i es va ocupar també de temes biològics i psicològics, com ara la sensibilitat.
Encara que alguns autors li han atribuït diverses obres, actualment es considera que només es pot afirmar amb certesa que en va escriure una. Existeix un fragment conservat per Simplici de Cilícia de la segona i darrera part del llibre, en aquest aplica els seus principis a l'astronomia, la meteorologia, la fisiologia i la percepció dels sentits.